# Халід Яфай
Халід Яфай (англ. Khalid Yafai; 11 червня 1989, Бірмінгем) — британський професійний боксер,  призер чемпіонату Європи серед аматорів, чемпіон світу за версією WBA (2016—2020) в другій найлегшій вазі.

## Ранні роки
Халід Яфай народився у Великій Британії в сім'ї єменських емігрантів. Його молодші брати Гамаль Яфай і Галал Яфай теж займалися боксом і згодом стали професійними боксерами.

## Аматорська кар'єра
На Олімпійських іграх 2008 Халід Яфай програв у першому бою Андрі Лаффіта (Куба) — 3-9.
На чемпіонаті світу 2009 переміг двох суперників, а у чвертьфіналі програв Ронні Бебліку (Німеччина).
На чемпіонаті Європи 2010 завоював срібну медаль.
- В 1/8 переміг Александра Александрова (Болгарія) — 6-4
- В 1/4 переміг Дереніка Гижларяна (Вірменія) — 9-1
- В півфіналі переміг Ронні Бебліка (Німеччина)— 5-0
- У фіналі програв Міші Алояну (Росія) — 1-4

На чемпіонаті Європи 2011 програв у першому бою Майклу Конлену (Ірландія).
На чемпіонаті світу 2011 переміг двох суперників, а у чвертьфіналі програв Роші Воррену (США).

## Професіональна кар'єра
7 липня 2012 року дебютував на професійному рингу. 2014 року став чемпіоном Співдружності в другій найлегшій вазі, а 2015 — чемпіоном Великої Британії BBBofC British.
10 грудня 2016 року в своєму шістнадцятому бою проти Луїса Консепсьона (Панама) Халід Яфай завоював вакантний титул чемпіона світу за версією WBA в другій найлегшій вазі, який захистив чотири рази. 29 лютого 2020 року програв технічним нокаутом у дев'ятому раунді, побувавши перед тим у восьмому раунді в нокдауні, Роману Гонсалесу (Нікарагуа).